# Casa Memorială „Mihai Eminescu” din Ipotești
Casa memorială Mihai Eminescu de la Ipotești este un muzeu memorial amenajat în casa în care a trăit poetul Mihai Eminescu (1850-1889) în satul Ipotești din județul Botoșani.
Memorialul Ipotești - Centrul Național de Studii „Mihai Eminescu” se află pe Lista Monumentelor Istorice din județul Botoșani din anul 2004, având codul  BT-IV-a-B-02047, fiind format din două obiective:
- Casa memorială "Mihai Eminescu" - datând din sec. al XIX-lea și având codul BT-IV-m-B-02047.01
- Mormintele familiei Eminescu - datând din sec. al XIX-lea și având codul BT-IV-m-B-02047.02.

## Istoric
În anul 1850, familia căminarului Gheorghe Eminovici a cumpărat o moșie în satul Ipotești, unde va construi o casă cu toate acareturile ce pot întregi o gospodărie de oameni înstăriți. Casa avea trei camere: salonul familiei, biroul tatălui lui Eminescu și dormitorul mamei și surorilor poetului. În această casă a

Mama poetului, Raluca Eminovici, a cumpărat cu 250 de galbeni o bisericuță de familie, care datează din anii '60 ai veacului al XIX-lea de la un anume Murguleț. Lăcașul de cult are dimensiuni mici, dar adăpostește obiecte valoroase. În spatele bisericuței se află mormintele părinților lui Eminescu (Raluca și Gheorghe Eminovici) și a doi frați ai acestuia (Iorgu și Nicu).
După moartea căminarului Gheorghe Eminovici (1884), casa nu a mai fost locuită, ajungând să se ruineze. Într-o fotografie din 1916 se observă starea precară a casei: "stîlpii cerdacului lunecau în față" din cauza "unei lente surpări și alunecări de teren". În anul 1924, casa unde a copilărit Mihai Eminescu și care rămăsese nelocuită ani de zile, ajunsese o ruină. La acea vreme și bisericuța de lemn, ca și mormintele părinților lui Eminescu, erau "complet părăsite și acoperite cu bălării...", după cum consemna, în 1926, Revista Moldovei din Botoșani.
Deoarece casa familiei Eminovici din Ipotești era ruinată, proprietarii moșiei Ipotești au dărâmat-o până la temelie în vara anului 1924, determinând manifestații din partea studenților români și evrei din Botoșani împotriva acestei dărâmări. În urma acestor proteste, proprietara moșiei Ipotești, Maria Papadopol, a donat de bună voie locul unde s-a aflat casa familiei Eminovici din Ipotești. Ea adresa la 3 august 1924 o scrisoare către prefectul județului Botoșani, Demostene Vizanty, în care scria următoarele: 
"Subsemnata Maria D. Papadopol, proprietara moșiei Ipotești, declar prin aceasta să consimt de bună voie a dona casa mea din Ipotești, sau mai bine zis locul unde s-a aflat această casă, cu condițiunea expresă de a se ridica pe acest loc o clădire identică cu materialul ce se află azi pe aceste ruine și care clădire nu va putea avea altă destinație decît a fi un muzeu național cu titlul «Mihai Eminescu donat de Maria Papadopol născută Isăcescu» care va putea avea și o sală de lectură; nici într-un caz nu va putea servi ca local de școală." 
În anul 1934, casa a fost reconstruită pe același loc, acolo fiind inaugurat în 1940 primul muzeu memorial dedicat marelui poet. Această casă nu respecta structura originalului, astfel încât a fost demolată, fiind reconstruită o alta în anul 1979 după documente originale, pe vechea fundație a casei familiei Eminovici. În casă se află mobilier - în parte original, în parte provenind din a doua jumătate a secolului al XIX-lea.

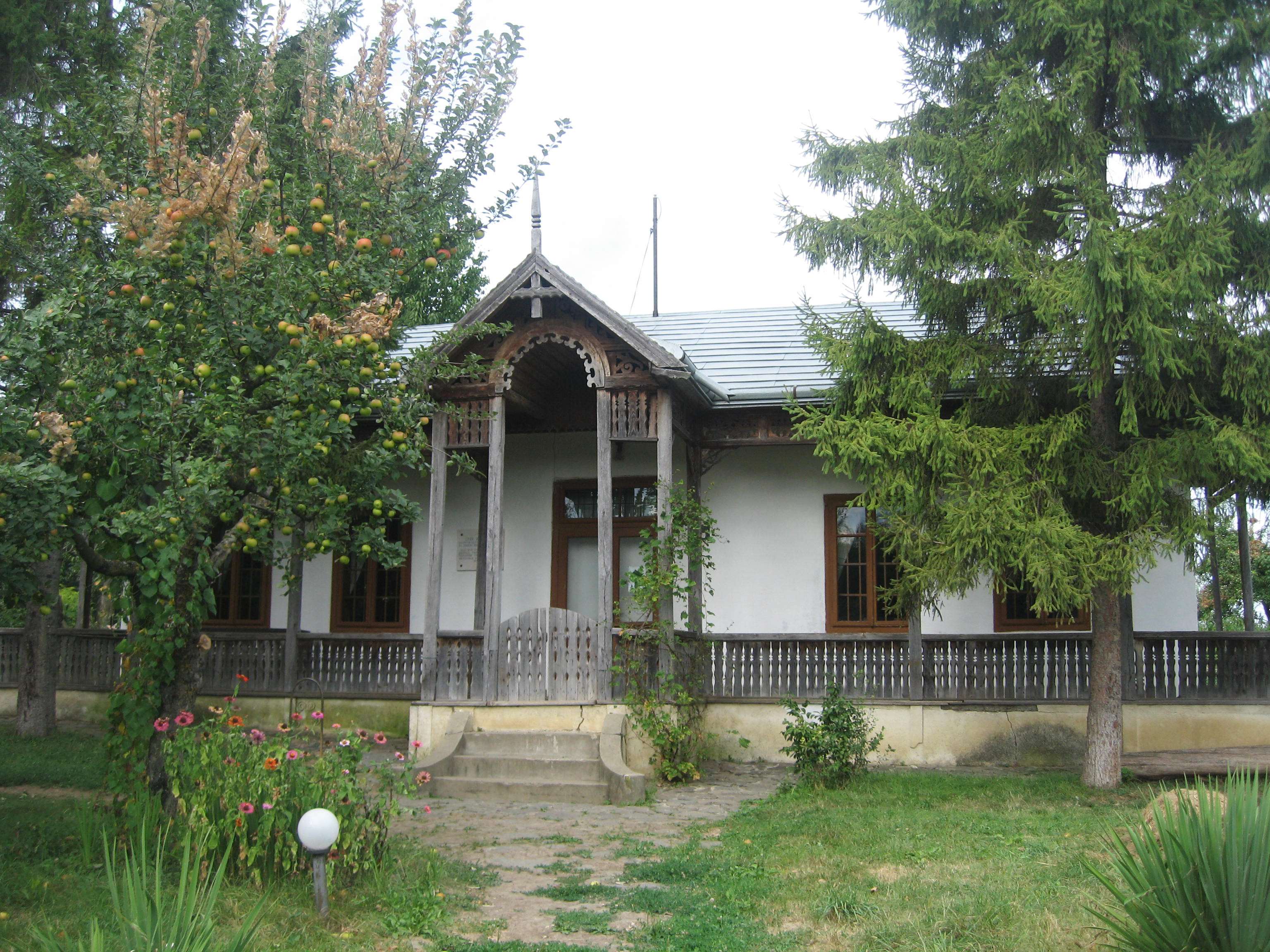
Casa Papadopol din Ipotești (Muzeul de etnografie al Centrului Național de Studii de la Ipotești)

În curtea casei memoriale a lui Eminescu se află Casa Papadopol, o casă țărănească de epocă în stil moldovenesc, care a aparținut ultimului proprietar al moșiei Ipotești - doctorul Papadopol. Acesta și-a donat casa statului. În prezent, aici se află Muzeul de etnografie al Centrului Național de Studii de la Ipotești, fiind expuse obiecte provenind din vechile gospodării țărănești. În această casă și-a pictat Horia Bernea tablourile, în perioada taberelor naționale de pictură de la Ipotești.
La 4 kilometri de Memorialul Ipotești, se află lacul din pădurea Baisa, sursă de inspirație a multor poezii ale lui Mihai Eminescu.
Casa memorială Mihai Eminescu de la Ipotești poate fi vizitată în fiecare zi (de luni până duminică) în intervalul orar 9-17 (15 mai - 15 septembrie) și 8-16 (16 septembrie - 14 mai).

## Citate
„Locuința părintească nu era palat boieresc, ci o casă modestă de țară dar încăpătoare și gospodărească, nu lipsită de anume eleganță rustică. Era o construcție geometrică, puțin ridicată asupra solului, cu câte două ferestre mari în laturi. Un pridvor înalt in față, la care suiai pe vreo șapte trepte de lemn, un acoperământ al tindei, în chip de fronton grec sprijinit pe două coloane svelte, dădeau albei clădiri acoperite cu tablă un vag stil neoclasic.”—George Călinescu - "Viața lui Mihai Eminescu"''
„Atrage atenția curățenia sclipitoare datorată desigur, Ralucăi, apoi un anumit farmec mistic izvorât și din mirosul sulcinei (este vorba de casa în care au locuit la Dumbrăveni), elemente pe care le putem prelungi în admosfera interioară a noii case de la Ipotești...”—Valentin Coșereanu - "Ipotești-Eminescu-Ipotești" (2000)

## Imagini

Casa memorială Mihai Eminescu de la Ipoteşti
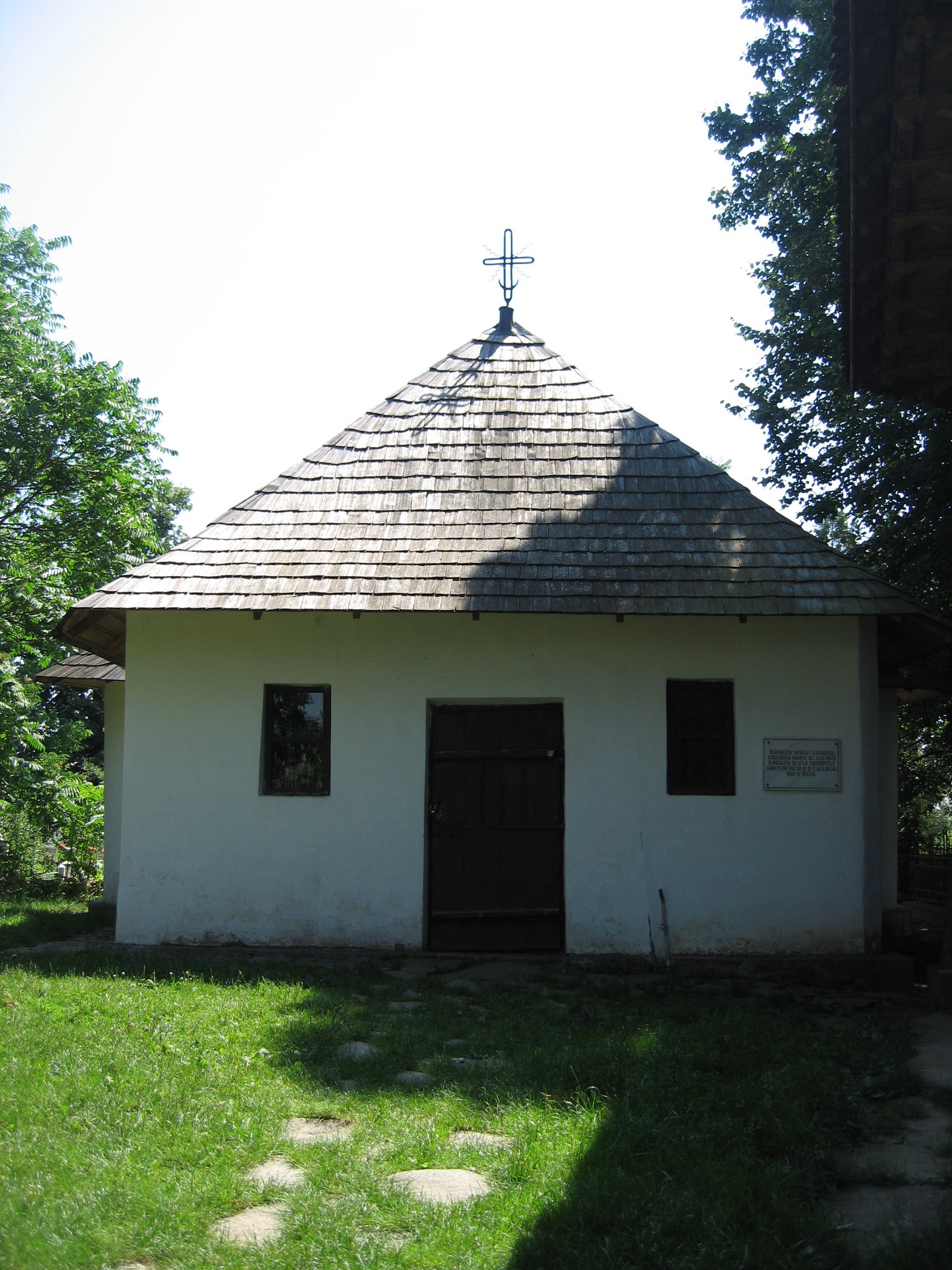
Bisericuţa familiei Eminovici
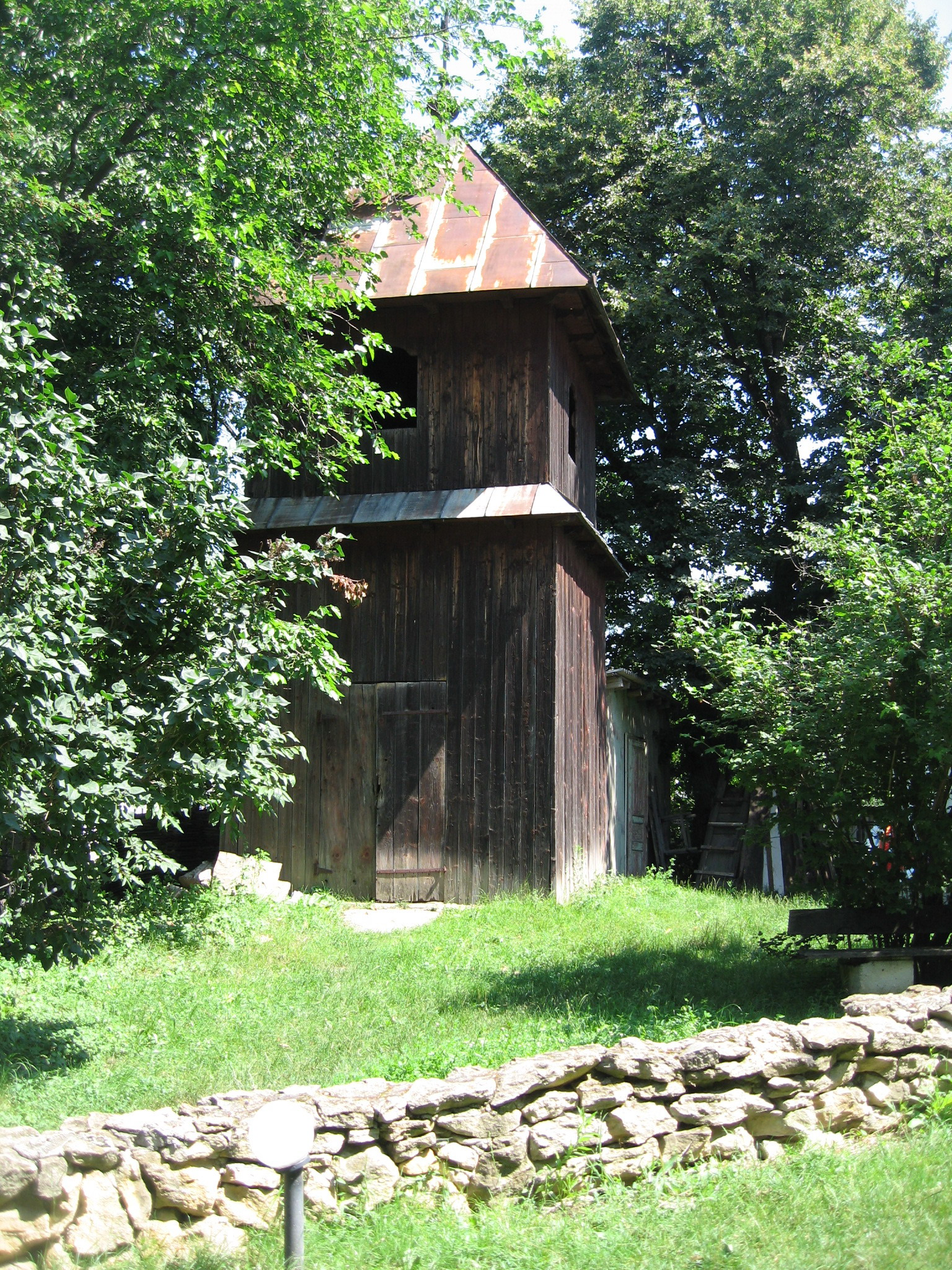
Turnul clopotniţă al bisericii
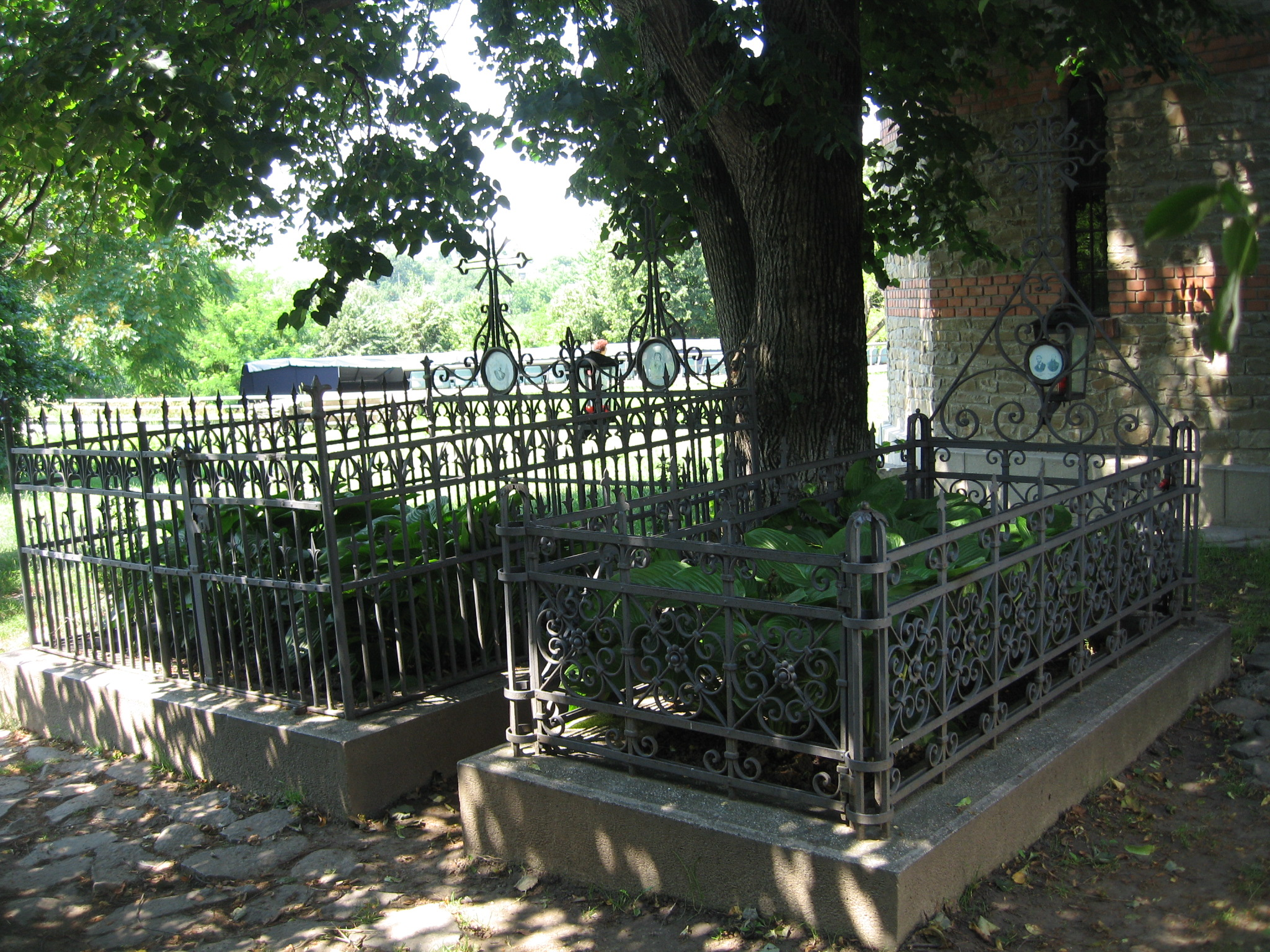
Mormintele părinţilor lui Eminescu şi a doi fraţi ai acestuia
Casa Papadopol
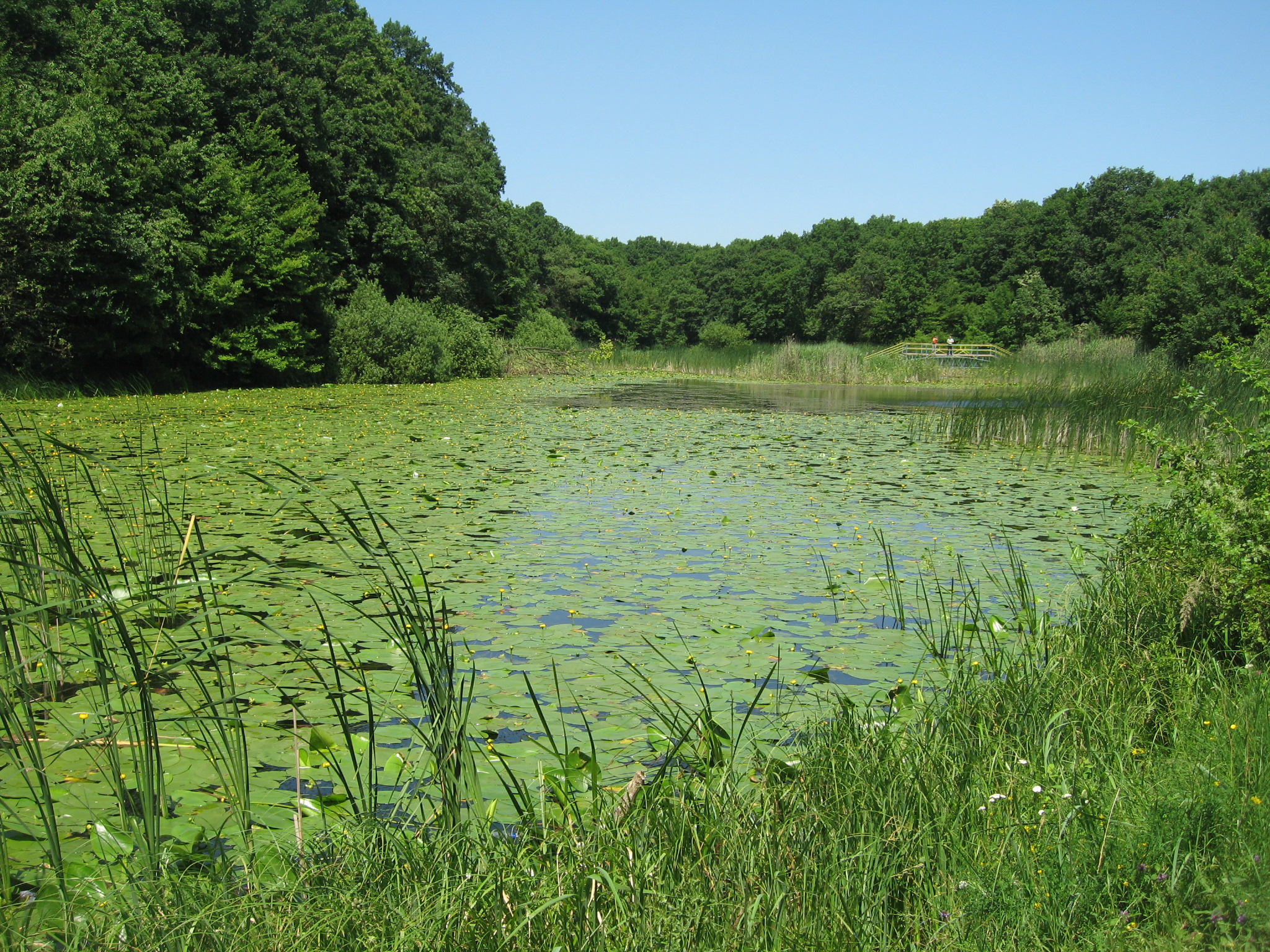
Lacul de la Ipoteşti
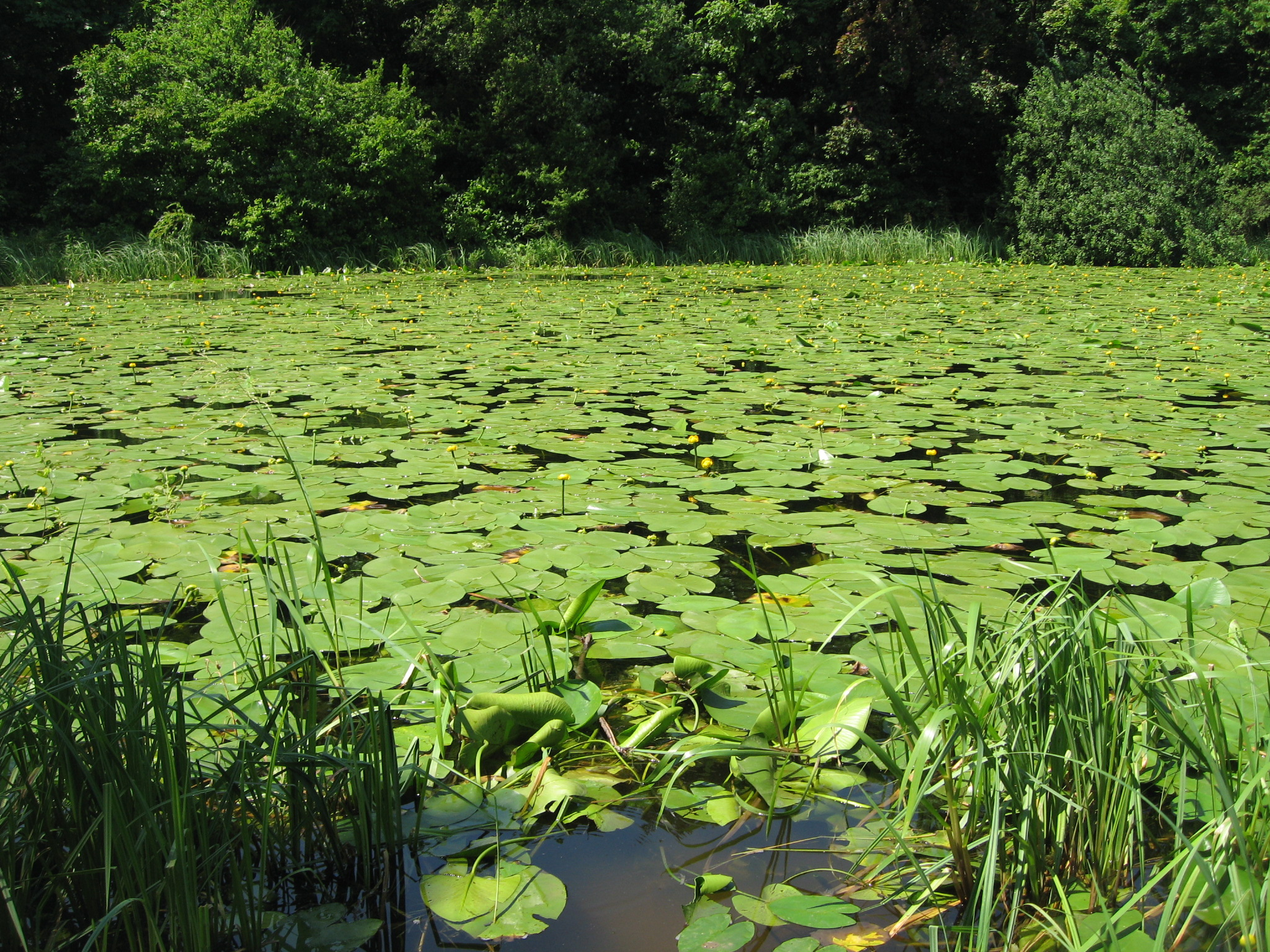
Nuferi galbeni pe lacul de la Ipoteşti
Pădurea de la Baisa